# Patchy Mix
Patrick «Patchy» Mix (Angola, Nueva York, Estados Unidos; 16 de agosto de 1993) es un artista marcial mixto estadounidense que actualmente compite en la división de peso gallo de Ultimate Fighting Championship. También ha competido en Bellator MMA, donde fue Campeón Mundial de Peso Gallo de Bellator, además de ser el Ganador del Grand Prix de Peso Gallo de Bellator.

## Primeros años
Mix nació en Angola, Nueva York, un pequeño pueblo a 32 kilómetros de Buffalo. Mix comenzó a entrenar lucha colegial en octavo grado, uniéndose al equipo de lucha de Lake Shore High School. Con sólo 2 años de experiencia en lucha, Mix se convirtió en qualifier de su estado en su categoría de peso en décimo grado, y en el proceso se convirtió en el primer luchador de Lake Shore High School en lograr entrar a un torneo estatal en más de 40 años. Mix se graduó de Lake Shore Senior High School en 2011, y su cita de graduación fue "La suerte es cuando la preparación conoce a la oportunidad. Seis minutos en la colchoneta es todo lo que importa".

## Carrera de artes marciales mixtas

### King of the Cage
Haciendo su debut profesional en mayo de 2016, Mix comenzó peleando regularmente para la promoción King of the Cage. Mix tuvo una carrera invicta en la promoción, estando 9–0 y convirtiéndose en el Campeón de Peso Gallo de KOTC, luego de derrotar al futuro peleador de UFC Andre Ewell por sumisión.

### Bellator MMA
Luego del éxito como campeón en King of the Cage, Mix firmó con Bellator MMA. Mix hizo debut en la promoción el 14 de junio de 2019 en Bellator 222, derrotando al duro prospecto Ricky Bandejas. Mix consiguió una rápida victoria, mostrando su superior juego en el suelo y sometiendo a Bandejas con un rear-naked choke en sólo 66 segundos del primer asalto.
La siguiente pelea de Mix sería el 26 de octubre de 2019 en Bellator 232, derrotando a Isaiah Chapman. Mix una vez más mostró su dominio en el suelo, sometiendo a Chapman con una Suloev stretch kneebar en el primer asalto.
Mix pelearía en la promoción Rizin Fighting Federation, represenando a  Bellator en una cartelera que contaba con peleadores de RIZIN contra peleadores de Bellator. Mix enfrentó a Yuki Motoya en RIZIN 20 el 31 de diciembre de 2019. Saliendo victorioso por sumisión en el primer asalto. Mix firmaría su segundo contrato de múltiples peleas con Bellator.
Luego de conseguir su tercera victoria en el primer asalto seguida en Bellator, se esperaba que Mix enfrentara Juan Archuleta por el Campeonato Mundial de Peso Gallo de Bellator en Bellator 242. Sin embargo, Archuleta dio positivo por COVID-19 y la pelea sería pospuesta. La pelea sería reagendada para Bellator 246 el 12 de septiembre de 2020. A pesar de ganar los primeros dos asaltos, Mix terminó perdiendo la pelea por decisión unánime.
Se esperaba que Mix enfrentara a James Gallagher en Bellator 258 el 7 de mayo de 2021. Sin embargo, Gallagher  se retiraría de la pelea. El ex-UFC Albert Morales fue anunciado como reemplazo. Mix ganó la pelea por arm-triangle choke en el tercer asalto.
La pelea con James Gallagher fue reagendada para Bellator 270 el 5 de noviembre de 2021. En el pesaje, Mix fallaría en dar el peso por primera vez en su carrera, pesando 137.8 libras, 1.8 libras por encima del límite de peso gallo. La pelea se mantendría en peso pactado, con Mix dando un porcentaje de su bolsa a Gallagher. Frente al público irlandés Mix ganó la pelea por guillotine choke en el tercer asalto.

#### Grand Prix de Peso Gallo de Bellator
En la primera pelea del Torneo del Grand Prix de Peso Gallo de Bellator, Mix enfrentó a Kyoji Horiguchi el 23 de abril de 2022 en Bellator 279. Mix ganó la pelea por decisión unánime y avanzó a la siguiente ronda, siendo ésta la única victoria por decisión de Mix en su carrera en Bellator.
Mix enfrentó a Magomed Magomedov en la semifinal del Grand Prix de Peso Gallo de Bellator el 9 de diciembre de 2022 en Bellator 289. Mix ganó la pelea por sumisión técnica (guillotine choke) en el segundo asalto, convirtiéndose en el primer peleador en finalizar a Magomedov y avanzando a la final del Grand Prix en el proceso.

#### Campeonato Interino de Peso Gallo de Bellator
Mix enfrentó al Campeón Interino de Peso Gallo de Bellator Raufeon Stots en la final del Grand Prix de Peso Gallo de Bellator el 22 de abril de 2023, en Bellator 295. Ganó la pelea, el título y el millón de dólares del torneo por KO en el primer asalto.

#### Campeonato Mundial de Peso Gallo de Bellator
Mix enfrentó al Campeón Mundial de Peso Gallo de Bellator Sergio Pettis en una pelea de unificación el 17 de noviembre de 2023, en Bellator 301.  Ganó la pelea y el título por sumisión (rear-naked choke) en el segundo asalto.
Mix hizo la primera defensa de su título en una revancha contra Magomed Magomedov el 17 de mayo de 2024, en Bellator 303. Ganó la pelea por decisión dividida.
Mix estaba programado para hacer la segunda defensa de su título contra Leandro Higo el 16 de noviembre de 2024, en Bellator Champions Series 6. Sin embargo, el evento fue cancelado por razones no reveladas.
El 13 de mayo de 2025, se anunció que Mix y PFL habían terminado su contrato.

### Ultimate Fighting Championship
El 14 de mayo de 2025, se anunció que Mix había firmado con Ultimate Fighting Championship y reemplazaría a Marlon Vera, quien se había retirado por razones no reveladas, Mix está programado para enfrentar a Mario Bautista el 7 de junio de 2025, en UFC 316.

## Vida personal
Mix tienen una hija, nacida en 2018, de una relación anterior. Actualmente está en una relación con la peleadora de UFC Tatiana Suarez.

## Campeonatos y logros
- Bellator MMA
  - Campeonato Mundial de Peso Gallo de Bellator (Una vez; actual)
    - Una defensa titular exitosa

  - Campeonato Interino de Peso Gallo de Bellator (Una vez)
  - Ganador del Grand Prix de Peso Gallo de Bellator
  - Mayor cantidad de finalizaciones en la historia de la división de peso gallo de Bellator (6)[28]
  - mayor cantidad de victorias por sumisión en la historia de la división de peso gallo de Bellator (5)[28]

- King of the Cage
  - Campeonato de Peso Gallo de King of the Cage (Una vez)
    - Dos defensas titulares exitosas

- MMAjunkie.com
  - Sumisión del mes de noviembre de 2021 vs. James Gallagher[29]

## Récord en artes marciales mixtas
| Récord profesional | Récord profesional | Récord profesional |
| 22 peleas          | 20 victorias       | 2 derrotas         |
| ------------------ | ------------------ | ------------------ |
| Nocaut             | 2                  | 0                  |
| Sumisión           | 13                 | 0                  |
| Decisión           | 5                  | 2                  |

| Resultado | Récord | Oponente             | Método                              | Evento                                 | Fecha                    | Ronda | Tiempo | Localización              | Notas                                                                                                |
| --------- | ------ | -------------------- | ----------------------------------- | -------------------------------------- | ------------------------ | ----- | ------ | ------------------------- | --- |
| Derrota   | 20–2   | Mario Bautista       | Decisión (unánime)                  | UFC 316                                | 7 de junio de 2025       | 3     | 5:00   | Newark, Nueva Jersey      | Debut en UFC.                                                                                        |
| Victoria  | 20–1   | Magomed Magomedov    | Decisión (unánime)                  | Bellator 303                           | 17 de mayo de 2024       | 5     | 5:00   | París                     | Defendió el Campeonato de Peso Gallo de Bellator.                                                    |
| Victoria  | 19–1   | Sergio Pettis        | Sumisión (rear naked choke)         | Bellator 301                           | 17 de noviembre de 2023  | 2     | 1:51   | Chicago, Illinois         | Ganó y unificó el Campeonato Indiscutido de Peso Gallo de Bellator.                                  |
| Victoria  | 18–1   | Raufeon Stots        | KO (rodillazo)                      | Bellator 295                           | 22 de abril de 2023      | 1     | 1:20   | Honolulu, Hawái           | Ganó el Grand Prix de Peso Gallo de Bellator. Ganó el Campeonato Interino de Peso Gallo de Bellator. |
| Victoria  | 17–1   | Magomed Magomedov    | Sumisión técnica (guillotine choke) | Bellator 289                           | 9 de diciembre de 2022   | 2     | 2:39   | Uncasville, Connecticut   | Semifinal del Grand Prix de Peso Gallo de Bellator.                                                  |
| Victoria  | 16–1   | Kyoji Horiguchi      | Decisión (unánime)                  | Bellator 279                           | 23 de abril de 2022      | 5     | 5:00   | Honolulu, Hawái           | Cuarto de final del Grand Prix de Peso Gallo de Bellator.                                            |
| Victoria  | 15–1   | James Gallagher      | Sumisión (guillotine choke)         | Bellator 270                           | 5 de noviembre de 2021   | 3     | 0:39   | Dublín, Irlanda           | Pelea en peso pactado (137.8 lbs). Mix no dio el peso.                                               |
| Victoria  | 14–1   | Albert Morales       | Sumisión (arm-triangle)             | Bellator 258                           | 7 de mayo de 2021        | 3     | 2:40   | Uncasville, Connecticut   | |
| Derrota   | 13–1   | Juan Archuleta       | Decisión (unánime)                  | Bellator 246                           | 12 de septiembre de 2020 | 5     | 5:00   | Uncasville, Connecticut   | Por el Campeonato de Peso Gallo de Bellator vacante.                                                 |
| Victoria  | 13–0   | Yuki Motoya          | Sumisión (guillotine choke)         | RIZIN 20                               | 31 de diciembre de 2019  | 1     | 1:37   | Saitama, Japón            | Pelea de RIZIN vs. Bellator.                                                                         |
| Victoria  | 12–0   | Isaiah Chapman       | Sumisión (Suloev stretch)           | Bellator 232                           | 26 de octubre de 2019    | 1     | 3:49   | Uncasville, Connecticut   | Peso en peso pactado (136.25 lbs); Chapman no dio el peso.                                           |
| Victoria  | 11–0   | Ricky Bandejas       | Sumisión (rear naked choke)         | Bellator 222                           | 14 de junio de 2019      | 1     | 1:06   | Nueva York, Nueva York    | |
| Victoria  | 10–0   | Turell Galloway      | TKO (codos y golpes)                | King of the Cage: Combat Zone          | 23 de febrero de 2019    | 1     | 1:45   | Niagara Falls, Nueva York | |
| Victoria  | 9–0    | Keith Richardson     | Sumisión (kneebar)                  | King of the Cage: in the Mix           | 10 de noviembre de 2018  | 3     | 3:29   | Salamanca, Nueva York     | Defendió el Campeonato de Peso Gallo de KOTC.                                                        |
| Victoria  | 8–0    | Fard Muhammad        | Sumisión (rear naked choke)         | King of the Cage: Territorial Conflict | 15 de septiembre de 2018 | 3     | 3:48   | Niagara Falls, Nueva York | Pelea no titular.                                                                                    |
| Victoria  | 7–0    | Tony Gravely         | Sumisión (guillotine choke)         | King of the Cage: No Retreat           | 12 de mayo de 2018       | 1     | 1:44   | Salamanca, Nueva York     | Defendió el Campeonato de Peso Gallo de KOTC.                                                        |
| Victoria  | 6–0    | Andre Ewell          | Sumisión (rear naked choke)         | King of the Cage: Ultimate Mix         | 18 de noviembre de 2017  | 1     | 2:28   | Las Vegas, Nevada         | Ganó el Campeonato de Peso Gallo de KOTC.                                                            |
| Victoria  | 5–0    | Jesse Bazzi          | Decisión (unánime)                  | King of the Cage: Counterstrike        | 12 de agosto de 2017     | 3     | 5:00   | Niagara Falls, Nueva York | |
| Victoria  | 4–0    | Nicholas Gonzalez    | Decisión (unánime)                  | King of the Cage: Public Offense       | 6 de mayo de 2017        | 3     | 5:00   | Salamanca, Nueva York     | |
| Victoria  | 3–0    | Alberto Martinez Jr. | Sumisión (rear naked choke)         | King of the Cage: Raw Deal             | 25 de febrero de 2017    | 1     | 0:51   | Niagara Falls, Nueva York | |
| Victoria  | 2–0    | Noel Arcibal         | Sumisión (rear naked choke)         | King of the Cage: National Dispute     | 24 de septiembre de 2016 | 1     | 2:55   | Niagara Falls, Nueva York | |
| Victoria  | 1–0    | Tobias Taylor        | Decisión (unánime)                  | Prodigy MMA                            | 28 de mayo de 2016       | 3     | 5:00   | Erie, Pensilvania         | |